# 1972
| 1972                                                         |
| ------------------------------------------------------------ |
| Dødsfald - Fødsler                                           |
| • Begivenheder • Film • Litteratur • Musik • Politik • Sport |

| Gregoriansk kalender | 1972 MCMLXXII           |
| Ab urbe condita      | 2725                    |
| Armensk kalender     | 1421 ԹՎ ՌՆԻԱ            |
| Kinesiske kalender   | 4668 – 4669 辛亥 – 壬子 |
| Etiopisk kalender    | 1964 – 1965             |
| Jødisk kalender      | 5732 – 5733             |
| Hindukalendere       |                         |
| - Vikram Samvat      | 2027 – 2028             |
| - Shaka Samvat       | 1894 – 1895             |
| - Kali Yuga          | 5073 – 5074             |
| Iransk kalender      | 1350 – 1351             |
| Islamisk kalender    | 1392 – 1393             |

Regent i Danmark: Frederik 9. 1947-1972 og Margrethe 2. 1972-2024
Se også 1972 (tal)

## Begivenheder
- Okinawa overgives til japansk kontrol igen fra USA.
- J.C. Hafele og R.E. Keating beviser, at det atomiske urs nøjagtighed afhænger af jordens rotation.

### Januar
- 2. januar – den amerikanske satellit Mariner 9, begyndte at kortlægge planeten Mars
- 5. januar - USA's præsident Richard Nixon igangsætter udviklingen af rumfærge-programmet
- 6. januar – USA leverer den gamle ungarske kongekrone tilbage til Ungarn.
- 9. januar – Verdens største passagerskib, Queen Elizabeth, bryder i brand og synker i Hong Kongs havn. Skibet har senest været brugt som flydende universitet.
- 9. januar – Britiske minearbejdere går i strejke. Det er ikke sket siden 1926.
- 10. januar – Vest- og Østpakistan bliver efter en blodig borgerkrig til henholdsvis Pakistan og Bangladesh.
- 14. januar – Den danske kong Frederik 9. afgår ved døden.
- 15. januar – På Christiansborg udråber statsminister Jens Otto Krag kl. 15 den 31-årige tronfølger Margrethe Alexandrine Þórhildur Ingrid til Danmarks dronning – Dronning Margrethe den 2.
- 20. januar – Præsident Zulfikar Ali Bhutto erklærer, at Pakistan vil påbegynde et program for produktion af atomvåben
- 20. januar - ca. 23.30, Simmersted, Haderslev, vælter en lastbil fyldt med fenol tæt på byens vandværk. Vandværket, åløb og dambrug tæt på ulykkesstedet bliver forurenet
- 22. januar – Statsminister Jens Otto Krag underskriver Danmarks Tiltrædelsestraktat til Det Europæiske Fællesskab (EF)
- 24. januar - Kong Frederik 9. af Danmark begraves i Roskilde Domkirke
- 26. januar - den jugoslaviske stewardesse Vesna Vulovic overlever et flystyrt fra 10.160 meters højde, da et DC-9 fly eksploderer over Srbská Kamenice i Tjekkoslovakiet. Det er det længste fald, nogen har overlevet uden brug af faldskærm
- 30. januar – Britisk militær dræber 13 mennesker ved en protest for borgerrettigheder til folket i Londonderry (Bloody Sunday)

### Februar
- 8. februar – Fiskebækbroen ved Farum styrter sammen kort før planlagt indvielse.
- 21. februar – 27. februar – Præsident Richard Nixon besøger det kommunistiske Kina i otte dage og mødes med Mao Zedong

### Marts
- 2. marts – Pioneer 10 rumfartøjet letter fra jorden
- 14. marts - et charterfly fra Sterling Airways med 106 danske turister styrker ned i Oman bjergene. I alt mister 112 mennesker livet
- 24. marts – I et forsøg på at fremme freden overtager Storbritannien direkte kontrol med Nordirland
- 25. marts – Luxembourg vinder årets udgave af Eurovision Song Contest, som blev afholdt i Edinburgh, Skotland, med sangen "Après toi" af Vicky Leandros.

### April
- 7. april - Ny folkeskolelov om undervisningspligt indtil niende skoleår
- 10. april - aftale om forbud mod brug af biologiske våben åbnes for underskrivning. Først tre år senere har det fornødne minimum på 22 nationer underskrevet
- 16. april - amerikanske Apollo 16 opsendes med kurs mod månen
- 18. april – Roland Corporation grundlægges i Osaka
- 20. april - Apollo 16 lander som det femte jordfartøj på månen
- 23. april – Sporvognstrafiken nedlægges i København
- 25. april - på grund af pengemangel skrinlægger Radiorådet planerne om at oprette et dansk TV 2

### Maj
- 7. maj - Niels Helveg Petersen afløser sin far, K. Helveg Petersen, som Det Radikale Venstres parlamentariske leder
- 10. maj - Irland vedtager medlemskab af EF
- 15. maj – Guvernør George Wallace, Alabama bliver skudt af Arthur H. Bremer på et politisk møde i Laurel, Maryland
- 15. maj - en dansk afdeling af World Wildlife Fund oprettes med prins Henrik som præsident
- 22. maj - Ceylon skifter navn til republikken Sri Lanka

### Juni
- 8. juni - Dronning Margrethe 2. indvier Nordjyllands Kunstmuseum i Ålborg
- 11. juni - Libyen indrømmer at have hjulpet IRA i Ulster
- 11. juni - Piet Hein udnævnes til æresdoktor ved Yale
- 15. juni – Ulrike Meinhof og Gerhard Müller fra Rote Armee Fraktion arresteres i Langenhagen i Vesttyskland.
- 17. juni – Watergate-indbruddet i Washington, DC.
- 23. juni - i Watergate-skandalen optages en samtale mellem præsident Richard Nixon og H.R. Haldeman, hvor de diskuterer muligheden for at få CIA til at forhindre FBI's undersøgelse af indbrudene i Watergate-bygningen
- 29. juni – USA's højesteret meddeler at dødsstraffen er i modstrid med USA's forfatning

### Juli
- 18. juli - som en tilnærmelse mod vesten udviser Egyptens præsident Anwar Sadat 20.000 udstationerede sovjetiske militærrådgivere

### August
- 4. august - Ugandas præsident Idi Amin udviser 40.000 britiske asiater
- 12. august – De sidste amerikanske landtropper trækkes ud af Sydvietnam
- 26. august - i München åbnes de 20. moderne olympiske lege
- 31. august – Bjørn Nørgaard o.a. kunstnere fra kunstnergruppen Den Eksperimenterende Kunstskole stifter Eks-skolens Trykkeri på Nørrebro

### September
- 1. september - Bobby Fischer vinder VM i skak i Reykjavik mod Boris Spasskij i et dramatisk opgør. Det er første gang en amerikaner vinder denne titel. I 1975 gives titlen til Anatolij Karpov, idet Fischer ikke har spillet i den mellemliggende tid
- 5. september – elleve israelske atleter bliver skudt ved Sommer OL i München af otte medlemmer af en arabisk terrorist-gruppe; fem terrorister og en politimand bliver også slået ihjel
- 6. september - ni israelske atleter taget som gidsler af den palæstinensiske terrororganisation Sorte September, og en tysk politimand, dræbes under OL i München; to israelske sportsfolk er blevet dræbt dagen forinden
- 22. september - Ugandas præsident Idi Amin udviser 8.000 asiater, der får 2 dage til at rejse
- 25. september – ved folkeafstemning i Norge stemmer befolkningen Nej til optagelse i EF
- 27. september - FDM og Danmarks Automobilhandler Forening etablerer et brugtbilankenævn
- 28. september - Japan og Kina afslutter krigstilstanden fra 2. verdenskrig og knytter diplomatiske forbindelser

### Oktober
- 2. oktober – Ved folkeafstemningen om Danmarks optagelse i EF stemmer et flertal (63.3%) for ja til dansk optagelse.
- 3. oktober – Statsminister Jens Otto Krag meddeler overraskende fra Folketingets talerstol, at han træder tilbage som statsminister. Regeringen fortsætter
- 3. oktober - den første SALT-aftale om begrænsning af raketforsvarssystemerne underskrives af den amerikanske præsident Richard Nixon
- 5. oktober – Socialdemokraten Anker Jørgensen overtager posten som Danmarks statsminister
- 8. oktober - Folkebevægelsen mod EF bliver oprettet
- 13. oktober - flyet Uruguayan Air Force Flight 571 (en) med rugbyspillere styrter ned i Andesbjergene. 16 personer overlever 71 dage i Andelsbjergene, ved blandt andet at spise de døde fra flystyrtet.[1]

### November
- 7. november – Richard Nixon besejrer George McGovern i det amerikanske valg. Nixon vinder i samtlige stater, bortset fra Massachusetts og District of Columbia
- 7. november - fire bliver dræbt og fabriksanlæg for flere millioner kroner ødelægges ved en eksplosion på Grindstedværket. Utilstrækkelig rensning af kemikalierester er årsagen til eksplosionen

### December
- Top-nazisten Martin Bormann's lig, bliver fundet i Vest-Berlin, 27 år efter hans selvmord. Efter Hitlers død i 1945 flygtede Bormann, men begik selvmord få dage efter
- Den svenske statsminister Olof Palme sammenligner den amerikanske bombning af Nordvietnam med nazisternes massakrer. USA afbryder de diplomatiske forbindelser med Sverige.

- 11. december – Apollo 17 lander på månen.

## Født

### Januar
- 7. januar – Kamilla Bech Holten, dansk journalist og tv-vært (død 2008).
- 11. januar - Konstantin Khabenskij, russisk skuespiller.
- 12. januar - Claus Steinlein, dansk fodboldspiller.

### Februar
- 5. februar – Dronning Mary af Danmark, Danmarks dronning.
- 8. februar - Tarok, dansk travhest.
- 11. februar – Dennis Iliohan, hollandsk fodboldspiller.
- 17. februar – Billie Joe Armstrong, amerikansk musiker og forsanger i Green Day.

### Marts
- 6. marts – Al Agami, dansk rapper.
- 7. marts – Rasmus Nøhr, dansk musiker og sangskriver.
- 10. marts – Timbaland, amerikansk musiker, rapper og producer
- 13. marts – Rikke Louise Andersson, dansk skuespiller.
- 13. marts – Common, amerikansk rapper
- 16. marts – Nicolas Bro, dansk skuespiller.
- 22. marts – Pernille Rosendahl, dansk sangerinde.

### April
- 3. april – Jennie Garth, amerikansk skuespillerinde.
- 3. april – Lola Pagnani, italiensk skuespillerinde.
- 6. april – Anders Thomas Jensen, dansk manuskriptforfatter og instruktør.
- 8. april – Paul Gray, amerikansk musiker.
- 10. april - Lene Maria Christensen, dansk skuespillerinde
- 15. april – Trine Dyrholm, dansk skuespillerinde og sangerinde.
- 17. april – Jennifer Garner, amerikansk skuespiller
- 18. april – Lars Christiansen, dansk håndboldspiller
- 21. april - Narges Mohammadi, iransk menneskerettighedsaktivist og modtager af Nobels Fredspris i 2023
- 24. april – Anne Dorthe Tanderup, dansk håndboldspiller.
- 25. april – Sofia Helin, svensk skuespillerinde.
- 29. april – Niclas Fasth, svensk golfspiller.

### Maj
- 2. maj – The Rock, amerikansk skuespiller og wrestler
- 3. maj – Sandy Brinck, folketingsmedlem for Socialdemokraterne.
- 4. maj – Mike Dirnt, Bassist i Green Day.
- 21. maj – The Notorious B.I.G., amerikansk rapper og sangskriver
- 27. maj – Eskild Ebbesen, dansk roer.

### Juni
- 2. juni – Wentworth Miller, amerikansk skuespiller.
- 7. juni – Karl Urban, newzealandsk skuespiller.
- 15. juni – Louise Gade, dansk jurist.
- 23. juni – Zinedine Zidane, fransk fodboldspiller.

### Juli
- 10. juli – Sofía Vergara, colombiansk skuespiller og model.
- 20. juli – Sebastian Klein, dansk tv-vært, skuespiller og forfatter.
- 23. juli – Marlon Wayans, amerikansk skuespiller og komiker.
- 29. juli - Wil Wheaton, amerikansk skuespiller.

### August
- 6. august - Geri Halliwell, engelsk sangerinde.
- 15. august - Ben Affleck, amerikansk skuespiller.
- 30. august - Cameron Diaz, amerikansk skuespillerinde.
- 30. august - Kaya Brüel, dansk skuespillerinde og sangerinde.

### September
- 6. september - Gala Rizzatto, italiensk pop sanger-sangskriver.
- 6. september - Idris Elba, engelsk skuespiller.
- 8. september – Dennis Ritter, dansk sportsjournalist.
- 15. september – Letizia af Spanien, spansk dronning.
- 21. september – Liam Gallagher, engelsk sanger
- 25. september – Lars Herlow, dansk entertainer og tv-vært.
- 27. september – Gwyneth Paltrow, amerikansk skuespillerinde.

### Oktober
- 15. oktober – Sandra Kim, belgisk sanger.
- 17. oktober – Eminem, amerikansk rapper.

### November
- 6. november – Thandie Newton, engelsk skuespillerinde.
- 8. november – Gretchen Mol, amerikansk skuespillerinde.
- 11. november – Camilla Ottesen, dansk studievært.
- 12. november – Trine Appel, dansk skuespillerinde.

### December
- 4. december - Heidi Maria Faisst, dansk filminstruktør.
- 4. december - Christian E. Christiansen, dansk filminstruktør.
- 9. december – Tré Cool, trommeslager i Green Day.
- 13. december - Thomas Falbe, dansk journalist og chefredaktør.
- 15. december – Stuart Townsend, irsk skuespiller.
- 17. december – Metin Lindved Aydin, dansk arkitekt og politiker.
- 19. december – Alyssa Jayne Milano, amerikansk skuespiller kendt fra bl.a. Heksene fra Warren Manor (engelsk: Charmed).
- 21. december – Tue Bjørn Thomsen, dansk professionel bokser (død 2006). – myrdet
- 22. december – Vanessa Paradis, fransk skuespillerinde og sangerinde.
- 29. december – Jude Law, engelsk skuespiller.

## Dødsfald

### Januar
- 1. januar – Maurice Chevalier, fransk entertainer og skuespiller (født 1888).
- 1. januar – Lulu Gauguin, dansk forfatter (født 1937).
- 5. januar - Olav Midttun, norsk filolog (født 1883).
- 7. januar – Bodil Koch, dansk politiker, kirke- og kulturminister (født 1903).
- 8. januar – Carl Ottosen, dansk skuespiller (født 1918).
- 9. januar – Helga Frier, dansk skuespiller (født 1893).
- 10. januar – Aksel Larsen, dansk politiker (født 1897).
- 14. januar – Kong Frederik 9. af Danmark (født 1899).
- 16. januar – Ross Bagdasarian Sr., amerikansk pianist, skuespiller og pladeproducer (født 1919).
- 17. januar – Thyge Thygesen, kgl. dansk kammersanger og professor (født 1904).
- 24. januar – Cai Schaffalitzky de Muckadell, dansk kaptajn, adelsmand, journalist og forfatter (født 1877).
- 29. januar – Aage Krarup Nielsen, dansk forfatter og læge (født 1891).
- 31. januar – Fritiof Nilsson, svensk forfatter (født 1895).

### Februar
- 11. februar – Jan Wils, hollandsk arkitekt (født 1891).
- 17. februar – Ingvald Lieberkind, dansk zoolog og professor (født 1897).

### Marts
- 22. marts – Th. Frobenius, dansk orgelbygger (født 1885).
- 23. marts – Cristóbal Balenciaga, spansk modeskaber (født 1895).
- 27. marts – M.C. Escher, hollandsk grafiker (født 1898).
- 27. marts – Karen Bardenfleth, dansk priorinde og missionær (født 1892).
- 29. marts – E. Spang-Hanssen, dansk forfatter og filolog (født 1884).
- 31. marts – Bertel Dahlgaard, dansk politiker og indenrigsminister (født 1887).

### April
- 7. april – Paul V. Rubow, dansk forfatter og filosof (født 1896).
- 19. april – Elith Foss, dansk skuespiller (født 1911).
- 25. april – George Sanders, britisk skuespiller (født 1906).
- 27. april – Kwame Nkrumah, ghanesisk politisk leder (født 1909).

### Maj
- 2. maj – J. Edgar Hoover, amerikansk FBI-direktør (født 1895).
- 3. maj – Robert Saaskin, dansk filminstruktør (født 1920).
- 22. maj – Margaret Rutherford, engelsk skuespiller (født 1892).
- 24. maj – Albert Dam, dansk forfatter (født 1880).
- 25. maj – Asta Nielsen, dansk skuespillerinde (født 1881).
- 28. maj – Edvard 8., abdiceret engelsk konge (født 1894).

### Juni
- 19. juni – Helge Rosvænge, kgl. dansk kammersanger (født 1897).
- 26. juni – David Lichine, russisk-amerikansk balletdanser (født 1910).

### Juli
- 7. juli – Johan Jacobsen, dansk filminstruktør og -producent (født 1912).
- 10. juli – A.C. Højberg Christensen, dansk politiker og undervisningsminister (født 1888).
- 24. juli – Gerd Gjedved, dansk skuespiller (født 1919).

### August
- 16. august – Christian Baun, dansk biskop (født 1898).
- 19. august – Knud Rée, dansk chefredaktør og minister (født 1895).
- 22. august – Axel Poulsen, dansk billedhugger (født 1887).
- 29. august – Lale Andersen, tysk sanger og skuespiller (født 1905).

### September
- 26. september – Knud Hannestad, dansk historiker (født 1915).

### Oktober
- 1. oktober – Louis Leakey, engelsk arkæolog (født 1903).
- 5. oktober – Børge Mogensen, dansk møbelarkitekt og -designer (født 1914).
- 7. oktober – Erik Eriksen, dansk statminister (født 1902).
- 10. oktober – Magnus Simonsen, dansk sportsjournalist og fodboldspiller (født 1901).
- 20. oktober – Keld Markuslund, dansk skuespiller (født 1921).
- 30. oktober – Børge Møller Grimstrup, dansk skuespiller (født 1906).

### November
- 1. november – Ezra Pound, amerikansk digter (født 1885).
- 4. november – Johannes Meyer, dansk skuespiller (født 1884).
- 4. november – Christen Borch, dansk arkitekt (født 1883).
- 23. november – Bjørn Rasmussen, dansk filmjournalist (født 1918).
- 25. november – Hans Scharoun, tysk arkitekt (født 1893).

### December
- 5. december – Karl Clausen, dansk komponist og dirigent (født 1904).
- 6. december – Gunnar Strømvad, dansk skuespiller (født 1908).
- 23. december – Karl Eskelund, dansk journalist og forfatter (født 1918).
- 26. december – Harry S. Truman, amerikansk præsident (født 1884).
- 27. december – Lester B. Pearson, canadisk premierminister og nobelprismodtager (født 1897).

## Sport
- 16. januar – Super Bowl VI Dallas Cowboys (24) vinder over Miami Dolphins (3)
- 21. maj - med en 3-2 sejr over Rumænien kvalificerer det danske fodboldlandshold sig til OL i München
- 22. juni – Europamesteren i weltervægt Roger Menetrey sætter titlen på spil i KB Hallen mod Jørgen Hansen, der bliver stoppet i 10. omgang.
- 19. august – Carlos Monzon besejrer Tom Bogs på knockout i 5. omgang i Idrætsparken i en kamp om verdensmesterskabet i mellemvægt
- 4. september - svømmeren Mark Spitz bliver den første der vinder syv guldmedaljer ved et OL, da han vinder guld i 400 meter medley ved OL i München
- 15. november - i en kvalifikationskamp til VM i fodbold 1974 taber Danmarks fodboldlandshold 2-0 til Skotland
- Vejle Boldklub bliver Danske Mestre i fodbold
- Vejle Boldklub vinder DBU's landspokalturnering i fodbold

## Nobelprisen
- Fysik – John Bardeen, Leon Neil Cooper, John Robert Schrieffer
- Kemi – Christian B. Anfinsen, Stanford Moore, William H. Stein
- Medicin – Gerald M. Edelman, Rodney R. Porter
- Litteratur – Heinrich Böll
- Fred – Ikke uddelt.
- Økonomi – John Hicks, Kenneth Arrow